# Великоднє яйце
Велико́днє яйце — невід'ємний атрибут святкування Великодня або приходу весни. За давньою традицією до цієї нагоди фарбували або розписували курячі яйця. Однак згодом їм на заміну прийшли декоровані гусячі, страусині, дерев'яні, скляні, пластмасові або навіть шоколадні яйця. У різних країнах світу існують різноманітні техніки декорування великодніх яєць.

## Види великодніх яєць
| Назва                                | Техніка виготовлення | Зображення |
| ------------------------------------ | --- | ---------- |
| Писанка                              | Яйце декороване традиційними символами, які написані за допомогою воску й барвників. Кожний регіон України має певну особливість у розписуванні великодніх яєць. В Україні писанкарство збереглося завдяки майстрам старшого покоління у багатьох давніх осередках цього виду мистецтва. Значну роль у його розвитку відіграють сучасні писанкарі Тарас Городецький (1964 — 2006), Оксана Білоус, Марія Іванишин, Тетяна Коновал, Віра Манько, Люба Петруша (США), Зоя Сташук та багато інших. |            |
| Крашанки або галунки                 | Пофарбовані в один колір яйця. Використовують на твердо зварене в лушпинні цибулі яйце, яке після цього набуває жовто-коричневого кольору різної інтенсивності. Іноді до них прив'язують листочки петрушки, які залишають на шкаралупі світлі відбитки. Найчастіше крашанки фарбують у червоний колір. |            |
| Витравлені яйця або травленки        | Візерунки зроблені за допомогою техніки травлення. |            |
| Крапанки                             | Техніка схожа із розписом писанки, тільки місця на шкаралупі, що повинні залишитися незафарбованими, закрапуються воском замість нанесення візерунків писачком. |            |
| Драпанки або скробанки               | Яйця з видряпаними візерунками. Подібна техніка популярна в країнах Центральної і Східної Європи, зокрема у Польщі, Угорщині, Україні, Чехії. |            |
| Сламенки                             | Великодні яйця, візерунки яких роблять із соломи. Цю традицію започатковано в Чехії та Словаччині, останнім часом опановують в Україні та інших країнах Східної Європи. |            |
| Наклеянки                            | Яйця з наклеєними візерунками. Ця традиція поширена в Україні, Польщі та інших країнах Східної Європи. |            |
| Яйця, обплетені дротом               | Яйця, вкриті сіточкою-візерунком, сплетеним з дроту. Техніка поширена в Чехії, Словаччині та Угорщині, які зараз змагаються за звання батьківщини цього методу. |            |
| Яйця, розмальовані кольоровим воском | З'явились у деяких європейських країнах на початку ХХ ст. Вона близька до традиційної, але віск залишається на шкаралупі. Малюнок виходить рельєфний й різнокольоровий. Румуни вважають цей стиль власним винаходом. Лужицькі серби для такої техніки пристосовують пір'я птахів, які вирізаються у формі трикутників, ромбів або інших геометричних фігур і якими наносять геометричний малюнок. Техніка розпису кольоровим воском вже почала застосовуватися й в Україні.                    |            |
| Яйця з малюнками або мальованки      | Великодні яйця з нанесеними на шкаралупу малюнками. Відомі в Німеччині, США, Угорщині, Хорватії та ін. країнах. Останнім часом для швидкого приготування великодніх яєць широко використовуються наліпки з різноманітними візерунками і малюнками. |            |
| Яйця-вишивки                         | Вишиті хрестиком великодні яйця. Техніка з'явилась у Німеччині. На рубежі ХХ-XXI ст. її засвоїли писанкарі з України, зокрема Інна Форостюк. Українські майстри, вишиваючи візерунки на яйці, на відміну від, наприклад, американських, не розрізають шкаралупу. |            |
| Бісерні яйця або бісерки             | Яйця оздоблені бісером, який клеїться до шкаралупи воском чи клеєм або закріплюється методом сплетіння. |            |
| Скляні яйця                          | Виготовлені зі скла великодні яйця. Поширені у США, Західній Європі. У Венеції виготовляються з муранського скла. |            |
| Каскарони                            | Видуті і наповнені конфеті яйця, з яких роблять веселі фігурки у вигляді тварин, птахів або комах. У Мексиці на свято діти ними кидаються один в одного. |            |
| Ажурні яйця                          | Візерунки висвердлені за допомогою бормашини. Техніка з'явилась у Німеччині. Поширена в Чехії, а останнім часом також в Україні. Серед майстрів, які працюють у цій техниці, найвідомішими є Франц Ґром зі Словенії. і Горст Опіола з Німеччини.. |            |
| Ювелірні яйця                        | Яйця виготовлені з золота, срібла, коштовного каміння. До їх числа відносяться ювелірні яйця Карла Фаберже. |            |

## Написи на великодніх яйцях

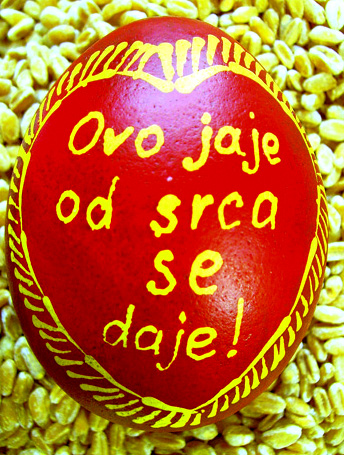
Хорватська пісаніца з побажаннями

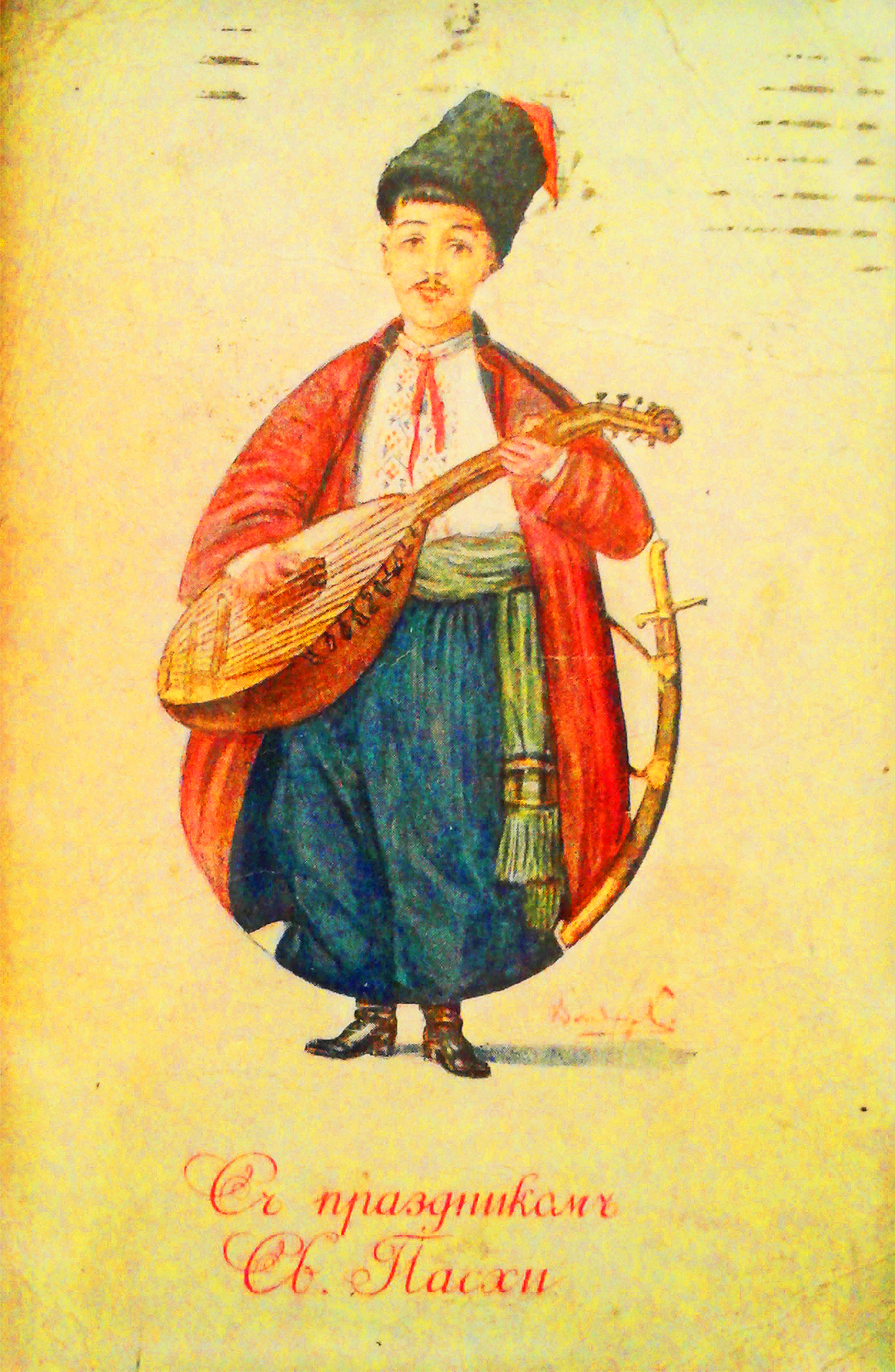
Бандурист у вигляді писанки. Поч. ХХ ст.

Листівка з побажаннями. Польща, 1930

У багатьох традиціях прийнято писати побажання або робити інші надписи.
| Країна          | Написи | Значення |
| --------------- | --- | --- |
| Україна         | • «Христос воскрес!» • або скорочено «ХВ»                                                                                | |
| Білорусь, Росія | • «Христос воскресе!» • або скорочено «ХВ»                                                                               | «Христос воскрес!» |
| Німеччина       | • «Frohe Ostern!» • Молитва «Vaterunser»                                                                                 | • «Веселого Великодня!» • Господня молитва (зазвичай на великих яйцях) |
| Польща          | • «Wesołego Alleluja!»                                                                                                   | «Веселого Алілуя!» |
| Сербія          | «ХВ» або «Христос Васкрсе!» та «ВВ» або «Ваистину Васкрсе!»                                                              | «Христос воскрес!» — «Воїстину воскрес!» |
| Словенія        | • HIS і М • «Aleluja!» • «Vesela Aleluja!» • «Vesela Velika Noč!» • «Vesel Vuzem!» • «Iz srca te ljubim, ti pisanko dam» | • монограми Христа та Марії • «Алілуя» • «Веселого Алілуя!» • «Веселого Великодня!» • «Веселого Великодня!» (Vuzem — діалектне «Великдень») • «Кого серцем кохаю, тому писанку дам» |
| Хорватія        | • «Ovo jaje palo s neba, bas u ruke kome treba» • «Ovo jaje od srca se daje» • «Sretan Uskrs, dušo draga»                | • «Це яєчко впало з неба, цур, у руки, кому треба» • «Це яйце дається від усього серця» • «Щасливого Великодня, душа дорога»                                                        |
| Чехія           | «Veselé Velikonoce!» | «Веселого Великодня!» |

## Великодні дерева
У деяких європейських країнах на Великдень крашанки розвішують на гілках дерев, які починають брунитися або розквітати. Традиція прикрашання великодніх дерев (нім. Osterbaum) поширена в Німеччині й Австрії.

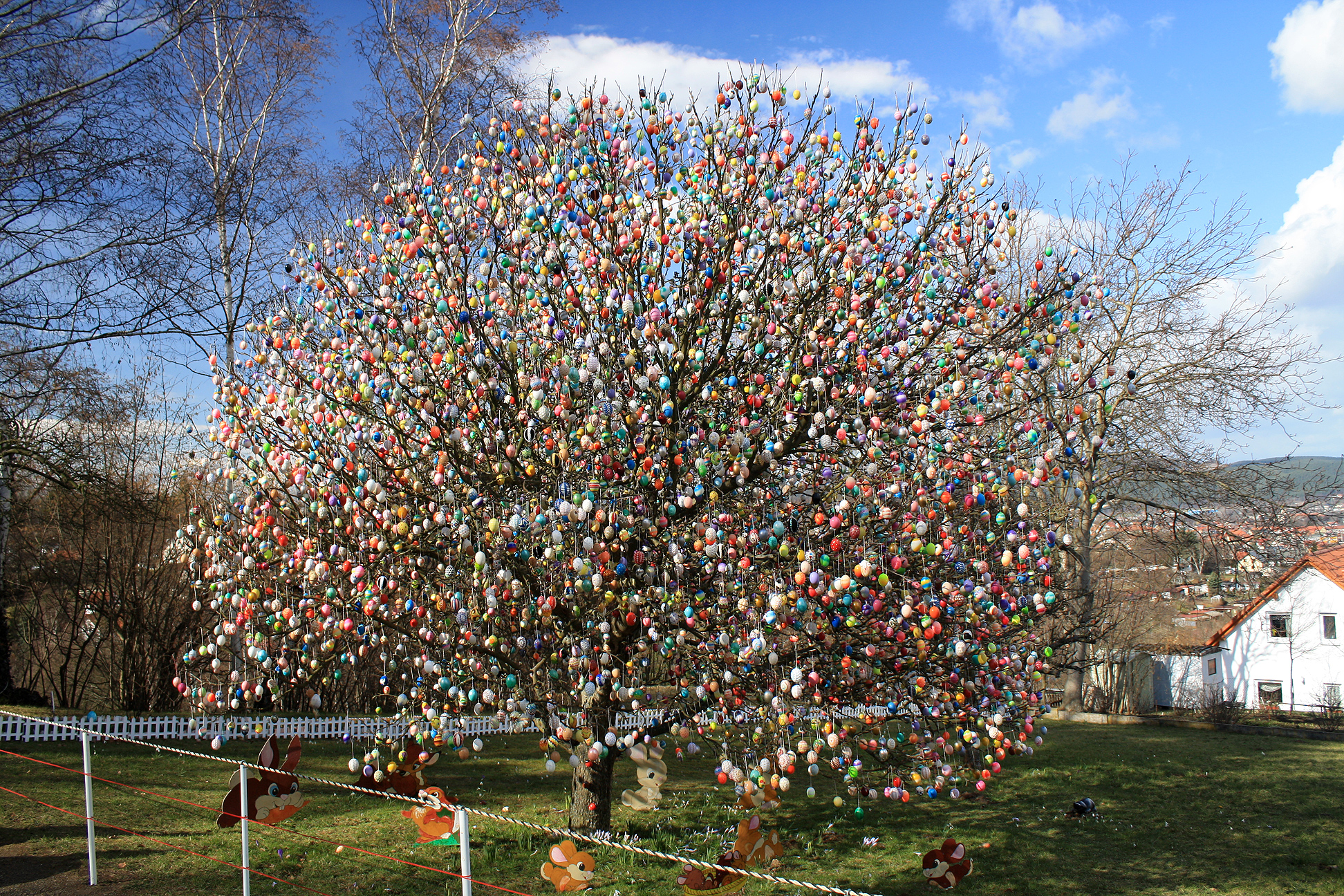
Великоднє дерево[en]. Заальфельд, Німеччина
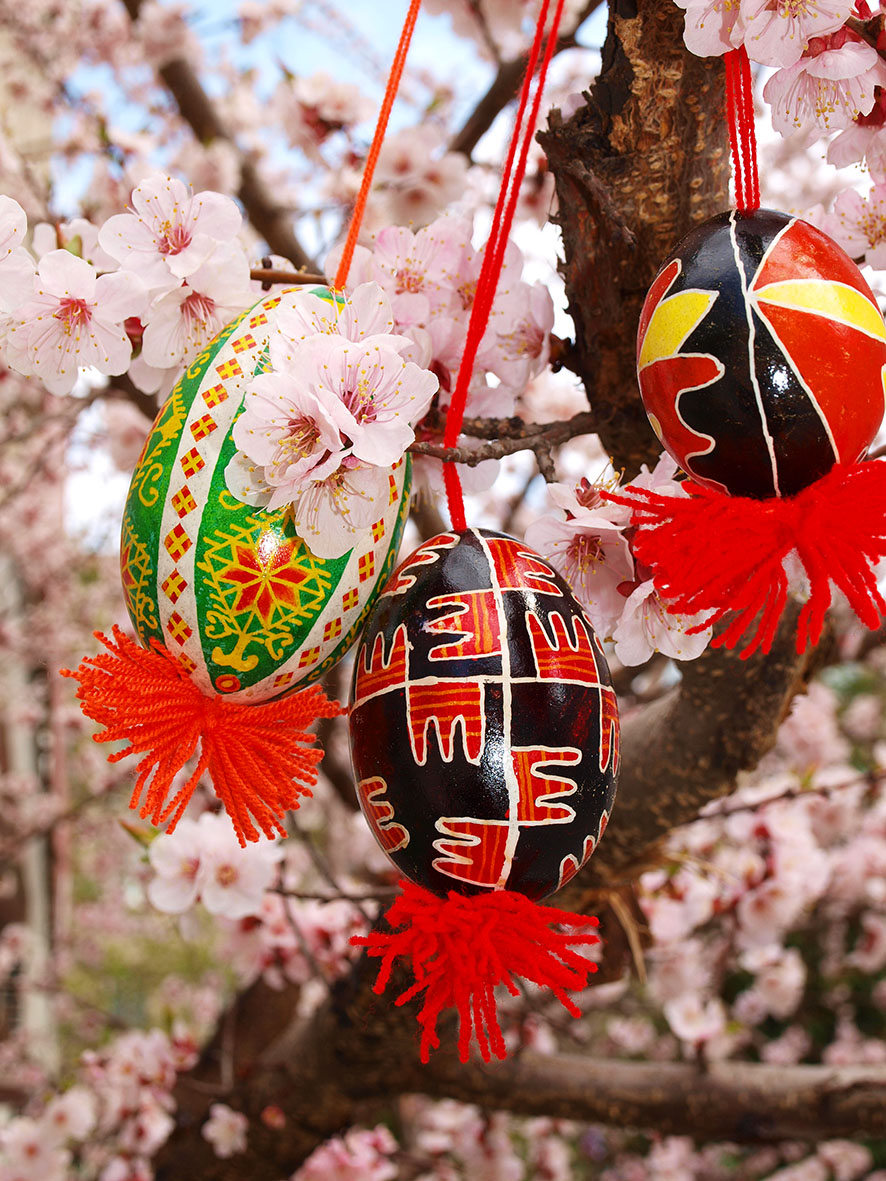
Дитячі писанки на абрикосі. Луганськ
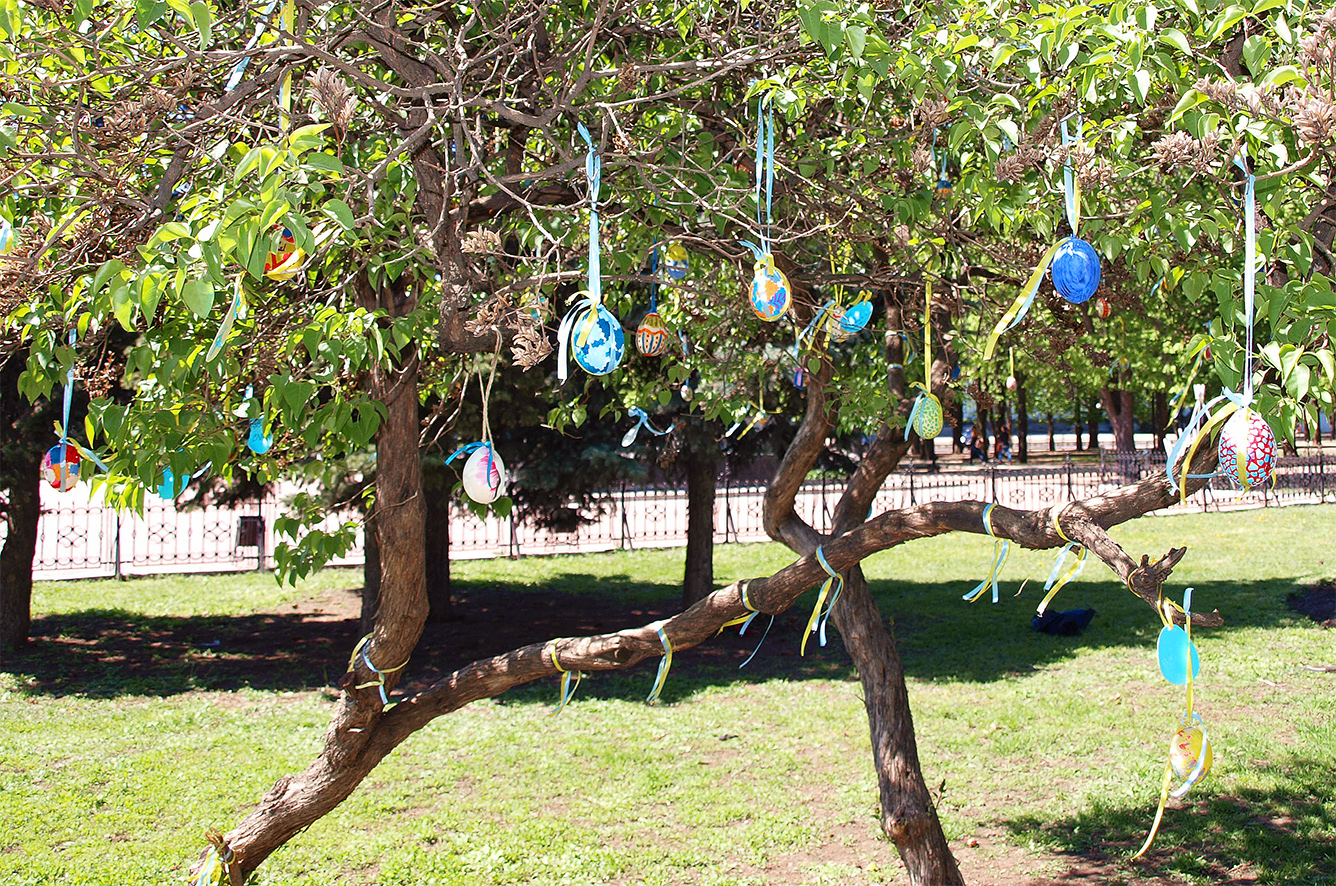
Писанки, розписані на луганському Майдані, 2014
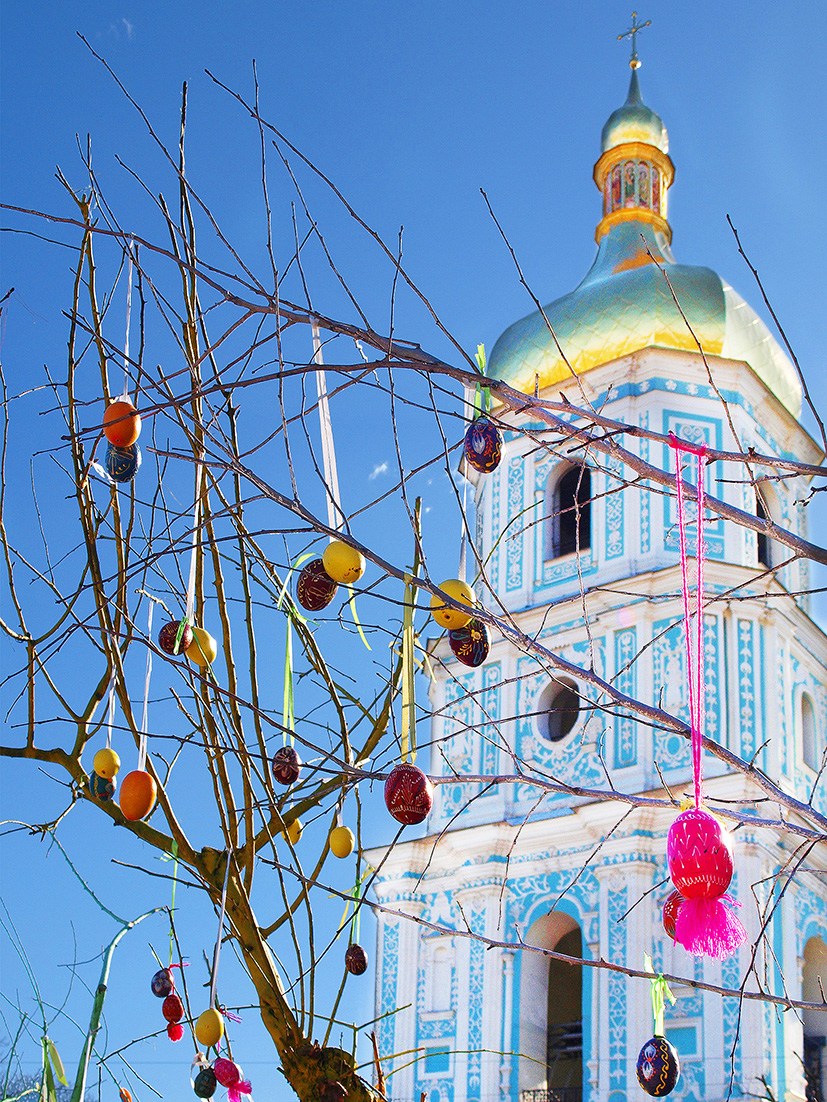
Великоднє дерево на Софійській площі (Київ)
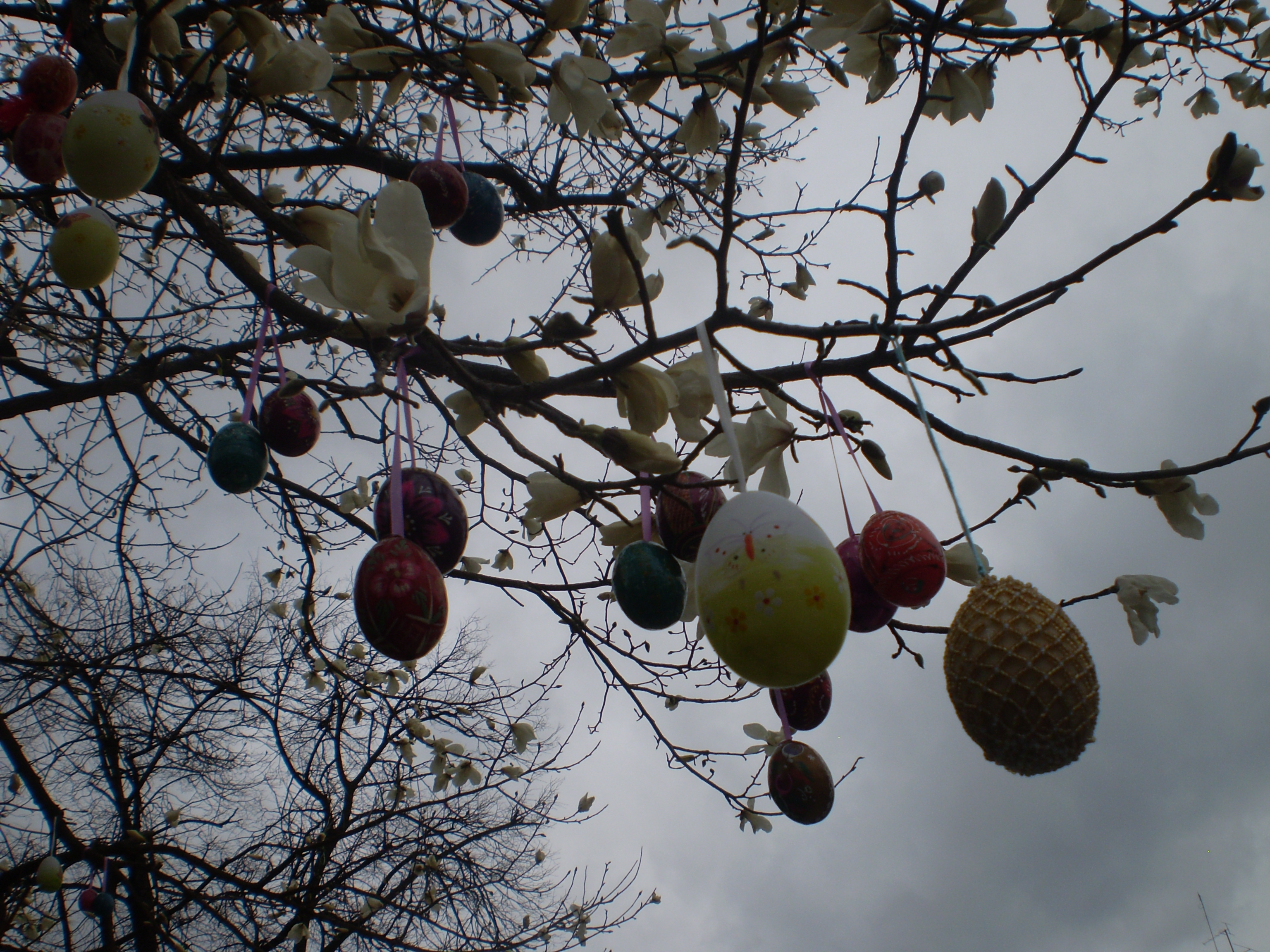
Квітуча магнолія, прикрашена писанками. Дрогобич, 2012.

Великодні дерева не характерне для України явище. Хоча випадок прикрашання великодніми яйцями кущів калини зафіксований у легенді у вже неіснуючому селі Долотецьке, що на Вінниччині:
У XXI ст. цей звичай поступово запозичують українці. Так, під час святкування Великої Гаївки у квітні 2012 року в Дрогобичі біля міської ратуші писанки розвішали на квітучій магнолії.

## Великодній букет
Окрім прикрашання великодніх дерев у Німеччині виготовляють також великодні букети (нім. Osterstrauß).
Зазвичай букет складають у Великий четвер, однак останнім часом цього правила вже не дотримуються.
Букет оформлюється з гілок дерев (верба, ліщина, береза) і пофарбованих яєць або лише з квітів (наприклад, гіацинтів, нарцисів, тюльпанів, форзиції). Однак з метою запобігання хижацького винищення рослин в Європі, існують суворі заходи щодо охорони навколишнього середовища.

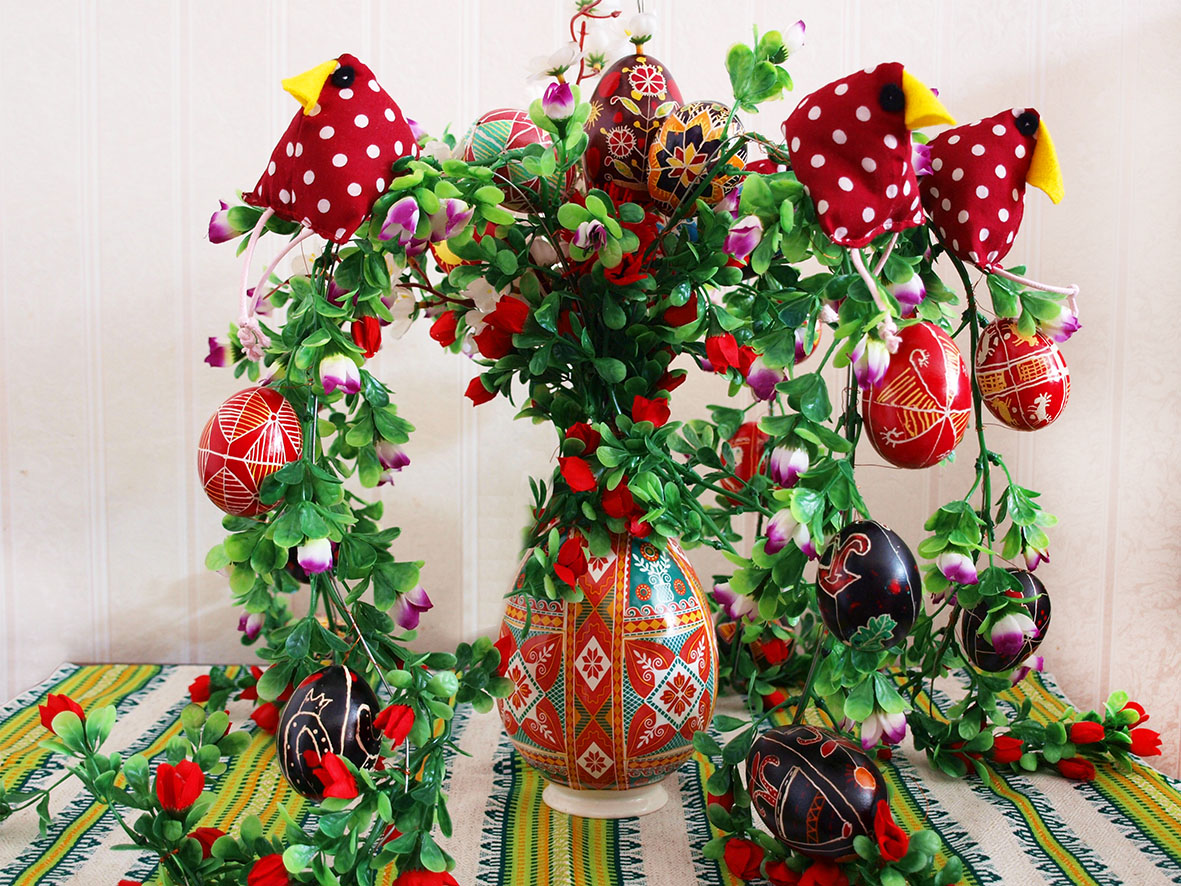
Великодній букет, Луганськ
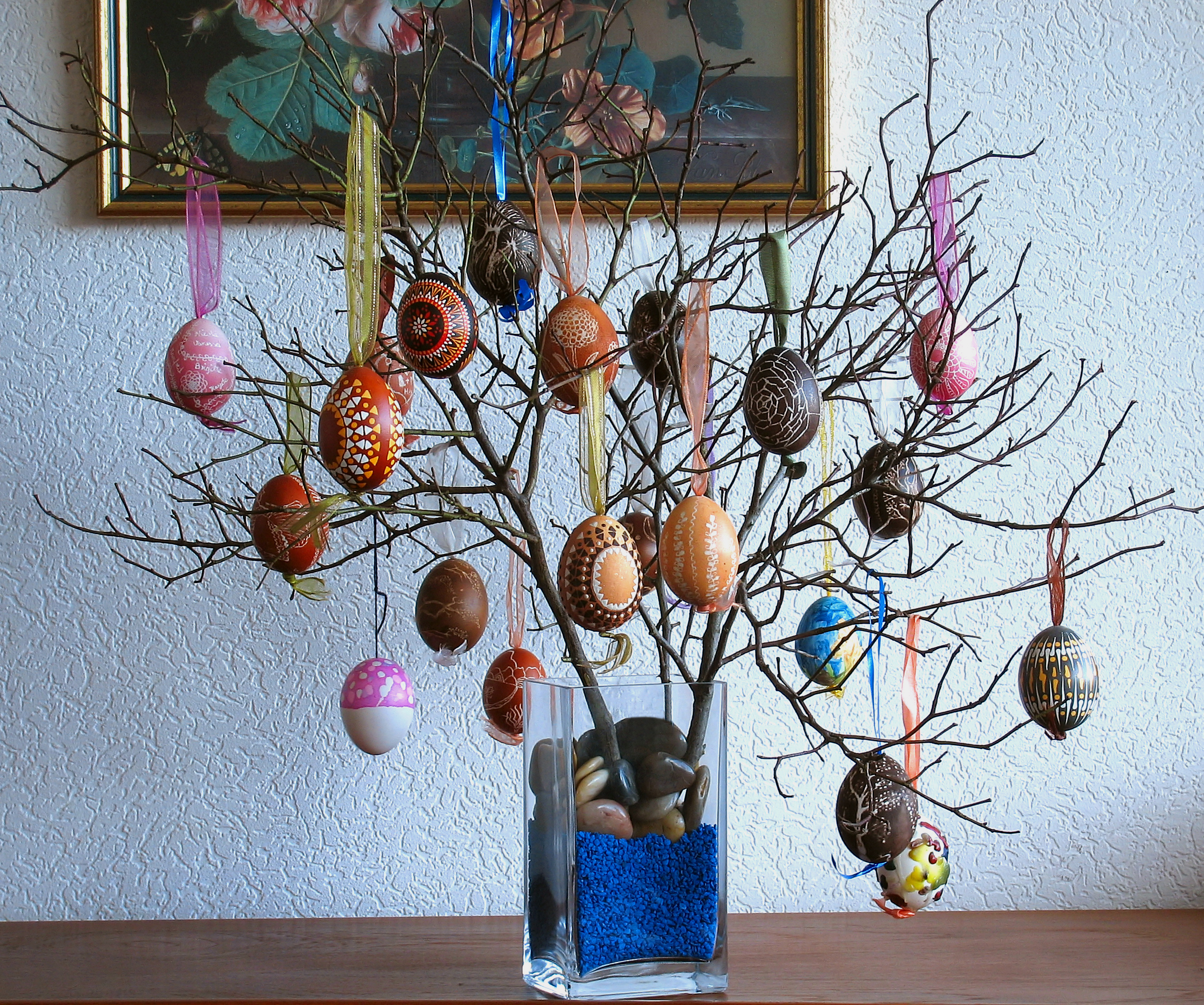
Великодній букет, Німеччина
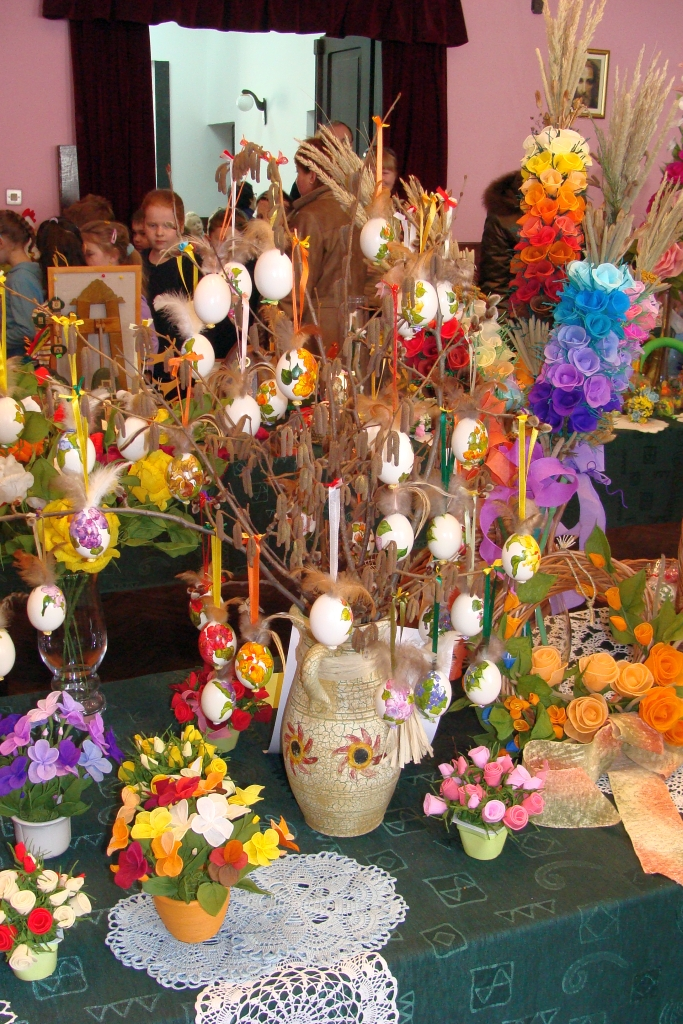
Сянік, Польща
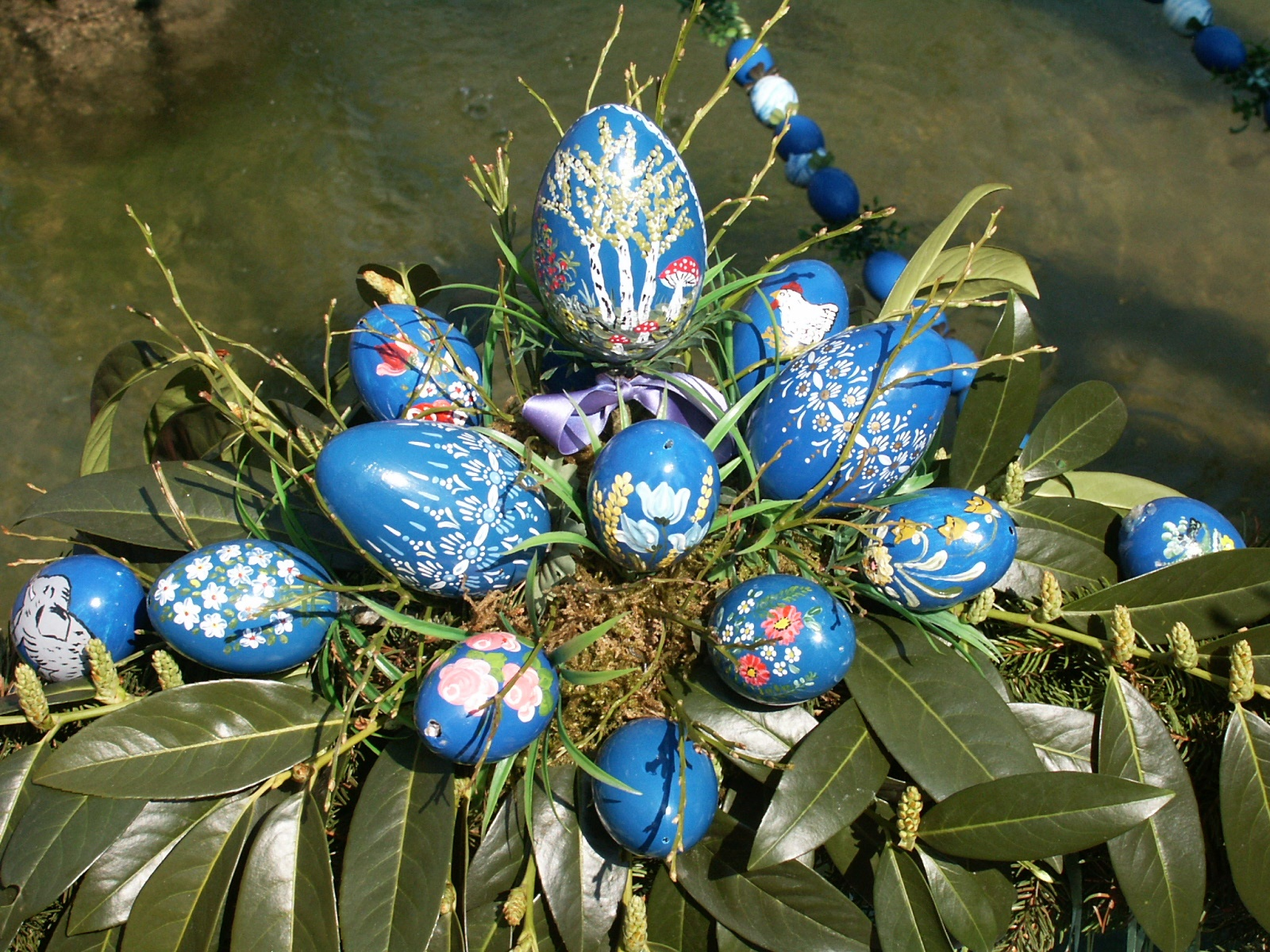
Еґлофштайн, Форхгайм (Німеччина)
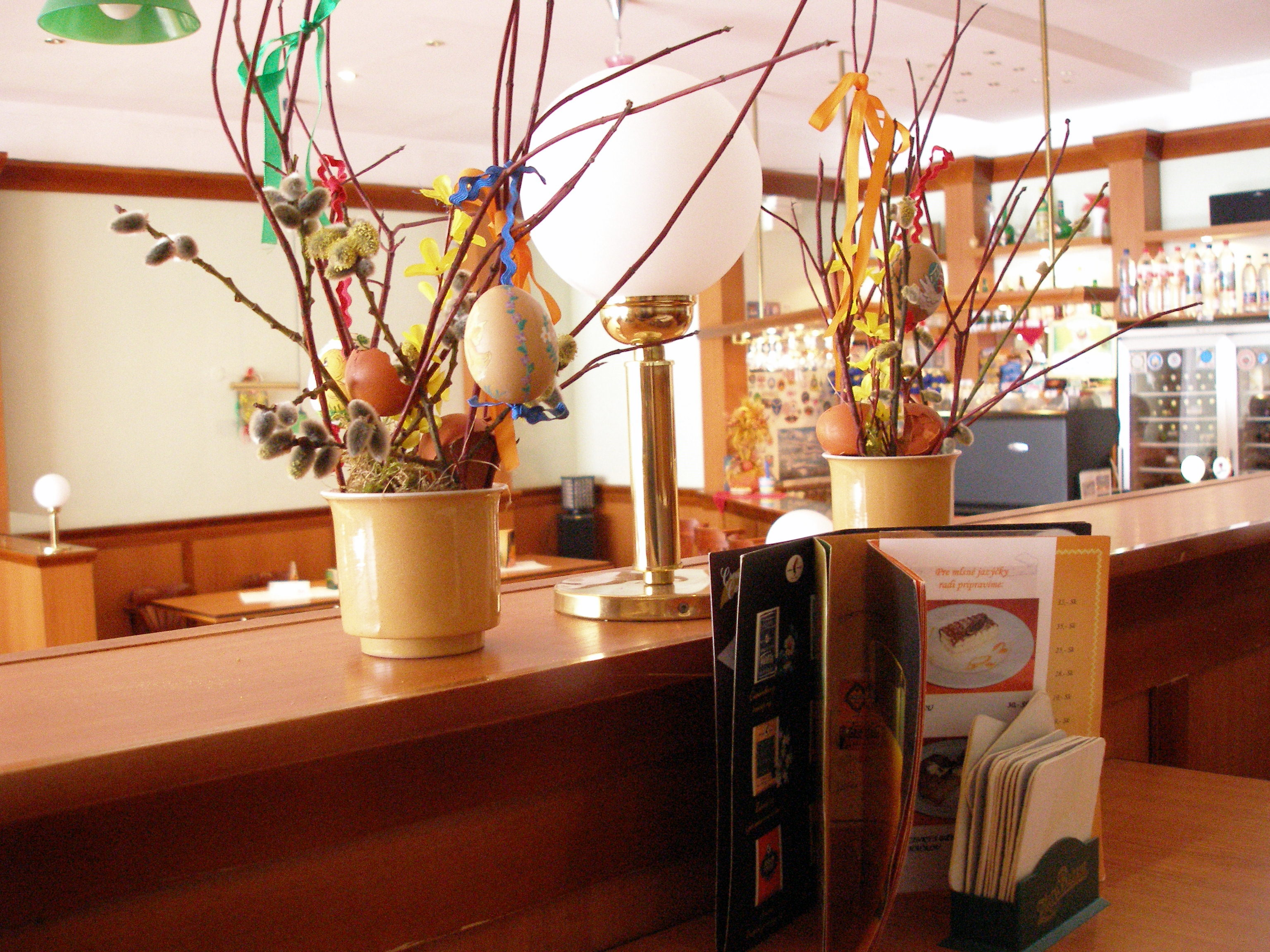
Словаччина

## Великодні фонтани (струмки)
Традиція прикрашання великодніми яйцями криниць і фонтанів (нім. Osterbrunnen) була започаткована у Франконській Швейцарії (Німеччина). Причини появи цього звичаю залишаються неясними. Імовірно, у регіоні, що характеризується сухим кліматом, вважалось надзвичайно важливою справою очищати криниці навесні. Спочатку фонтани прикрашали дорогими розписаними яйцями, згодом — їх пластиковими замінниками.
Поклоніння криницям було відгомоном слов'янських язичницьких вірувань, однак у 1930-х рр. нацистська пропаганда почала заперечувати слов'янське коріння культу і, натомість, тлумачила його як виключно німецьку традицію. З 1952 р. доктор Кунстман сприяв відродженню звичаю. На сучасний момент великодні фонтани, що притягують туристів, стали важливим джерелом доходів для місцевої громади.

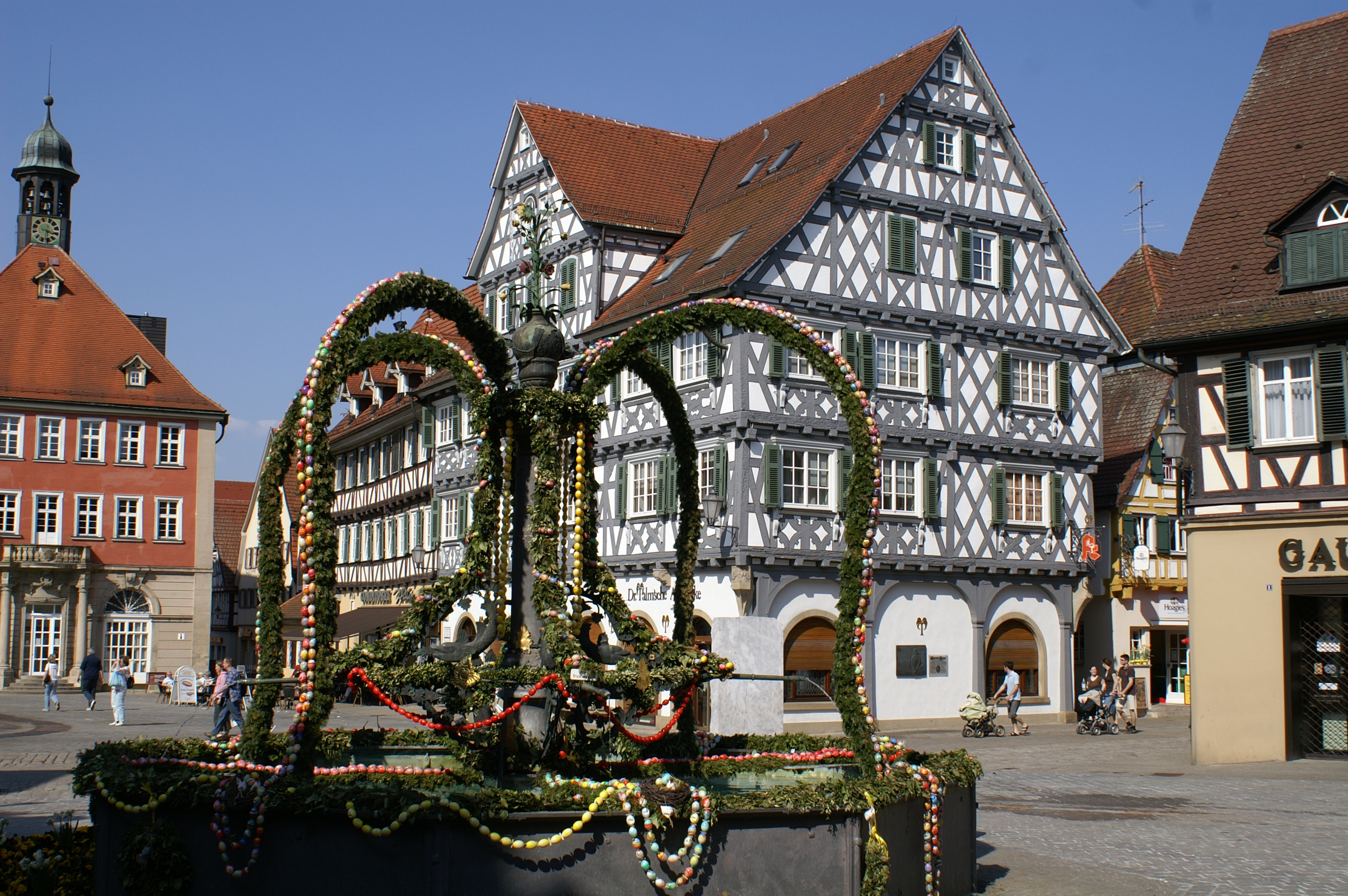
Шорндорф, Німеччина
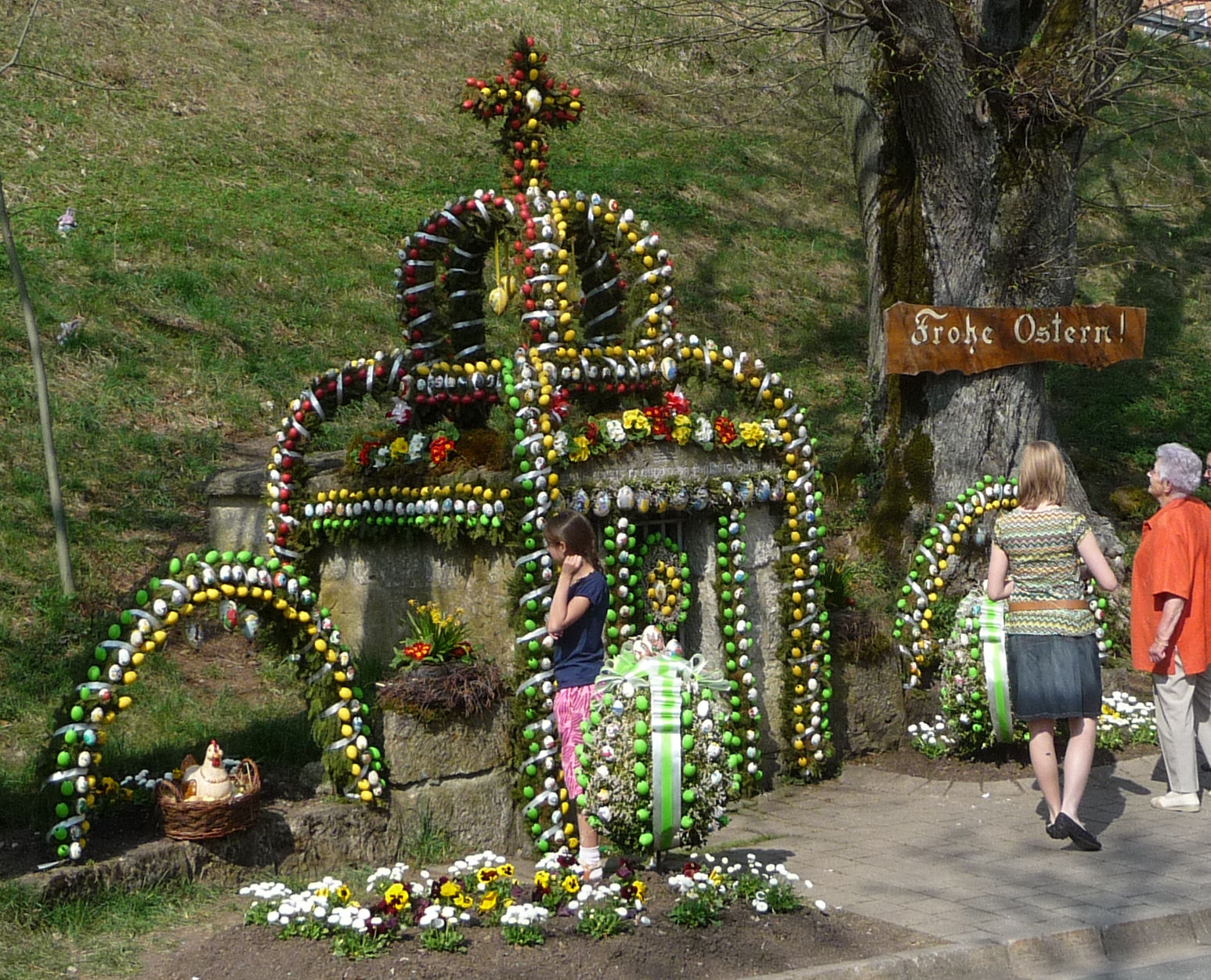
Тіфенпольц
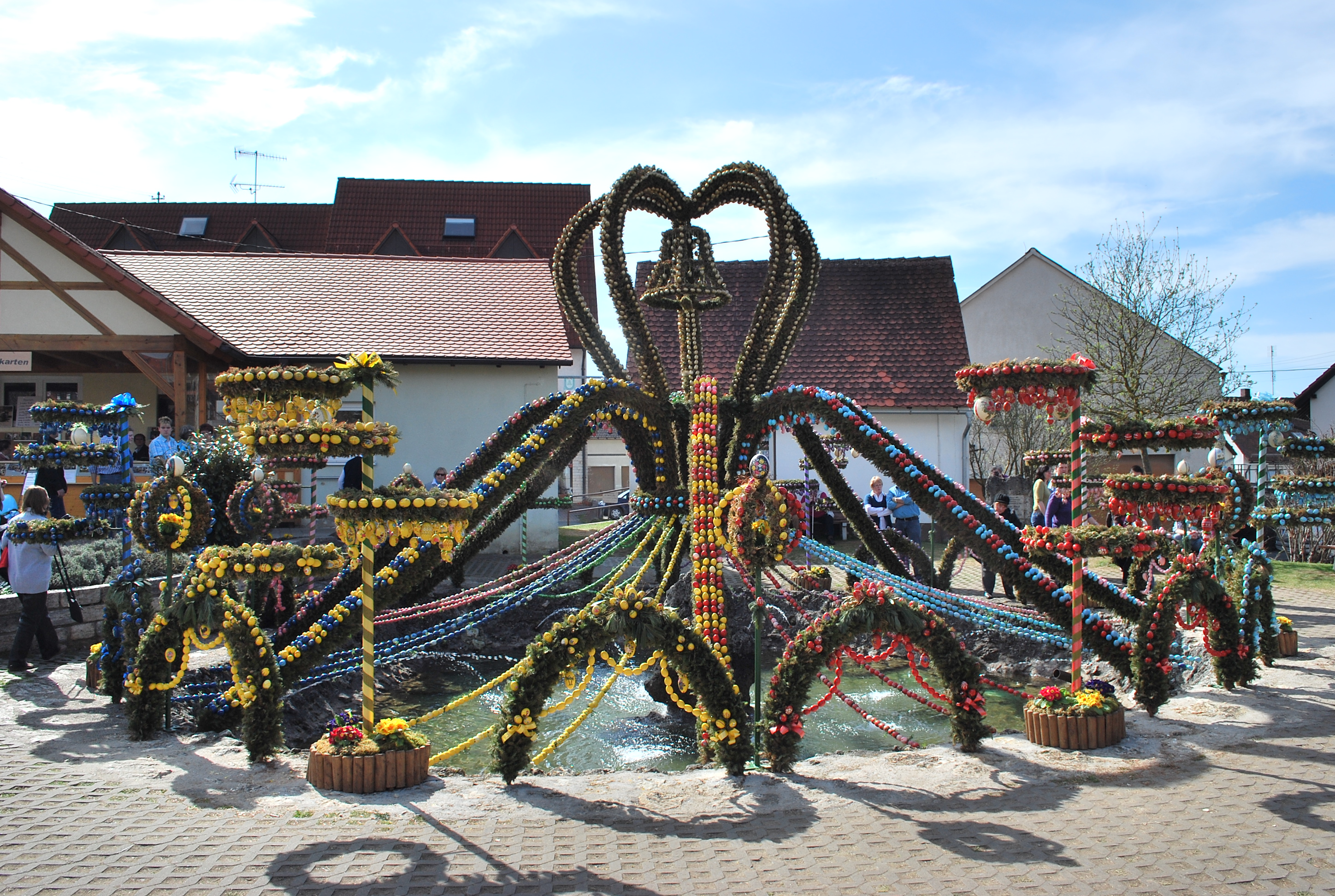
Еґлофштайн, Форхгайм
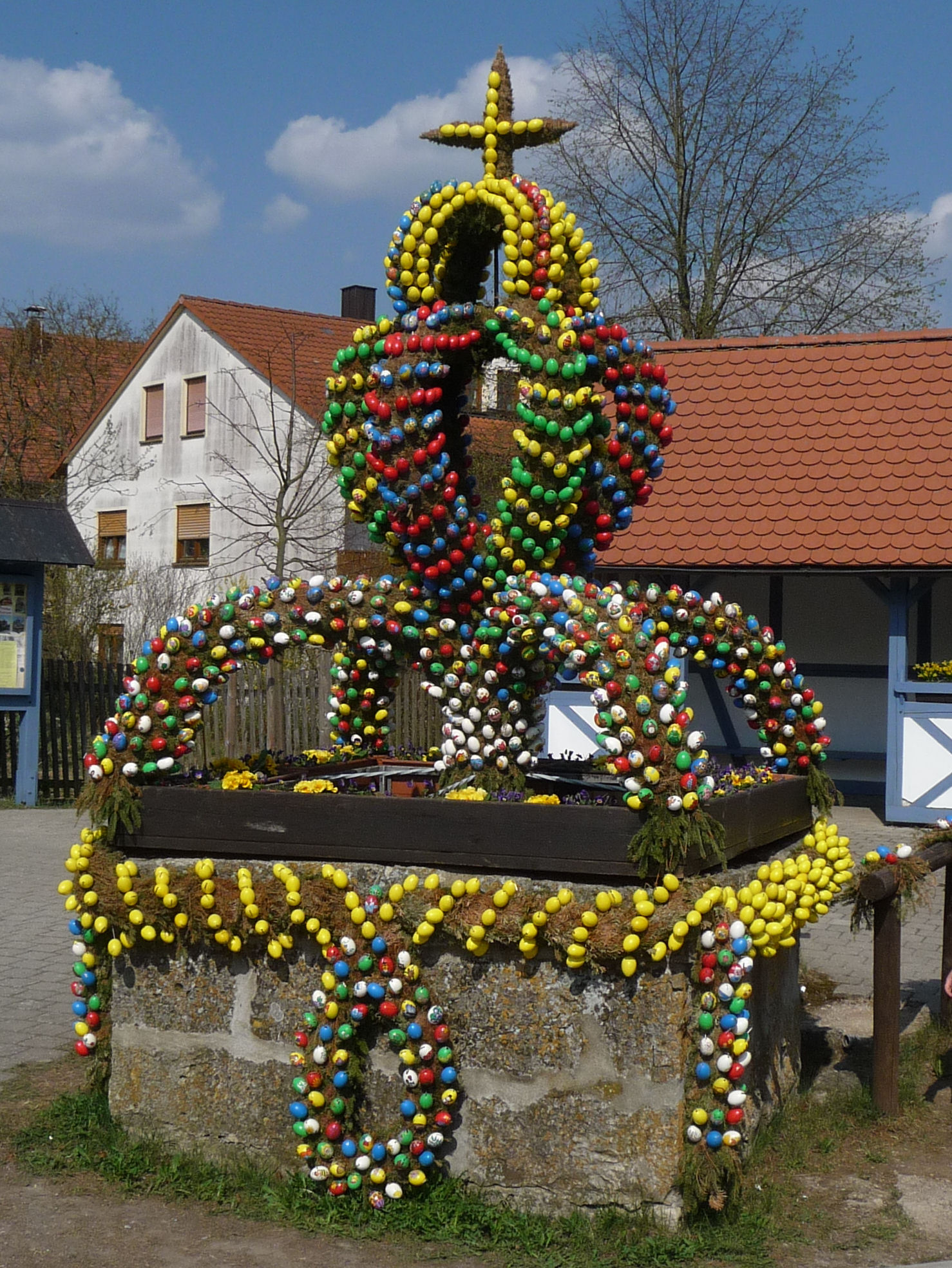
Тойхац, Бамберг
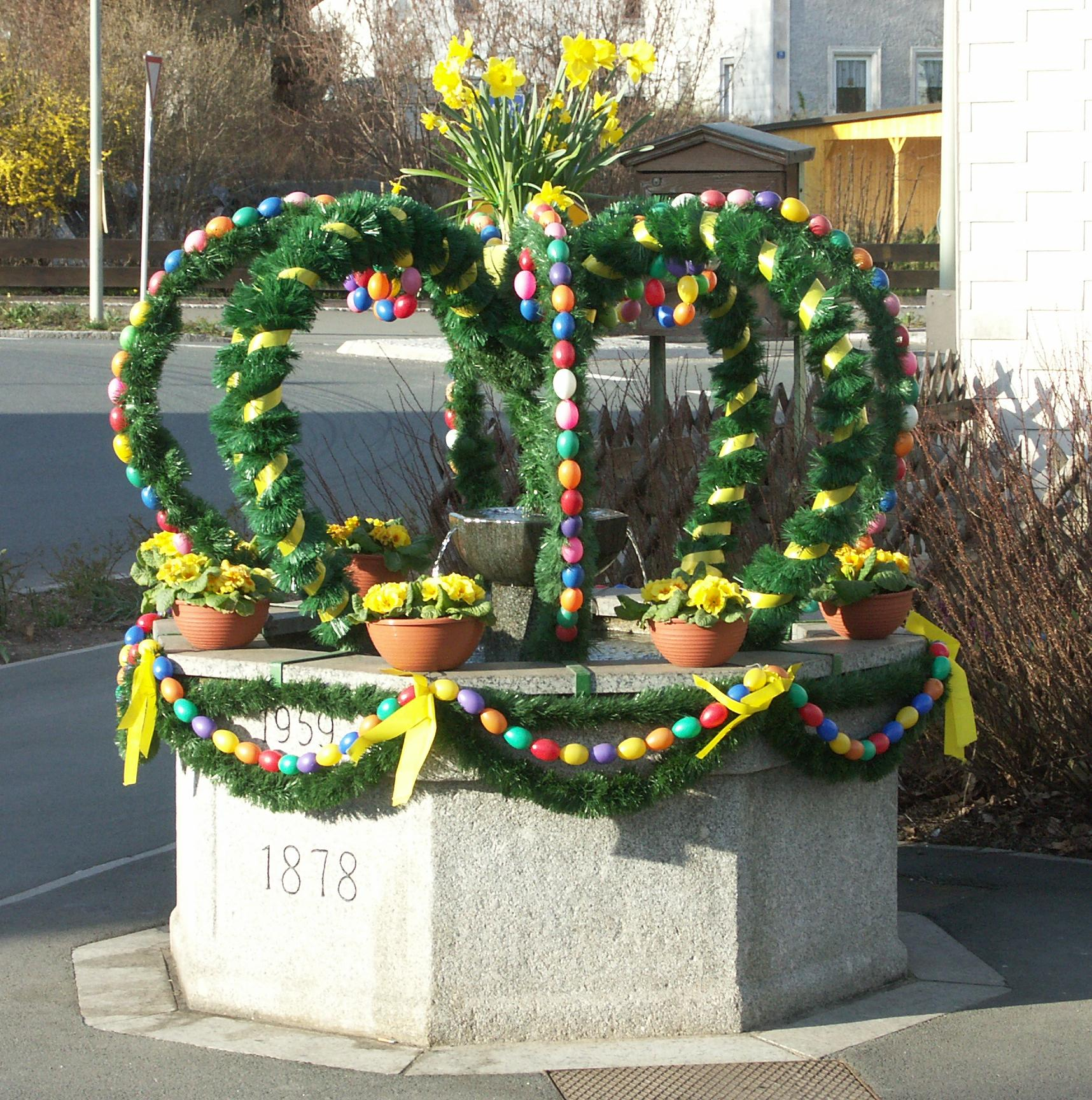
Фіхтель
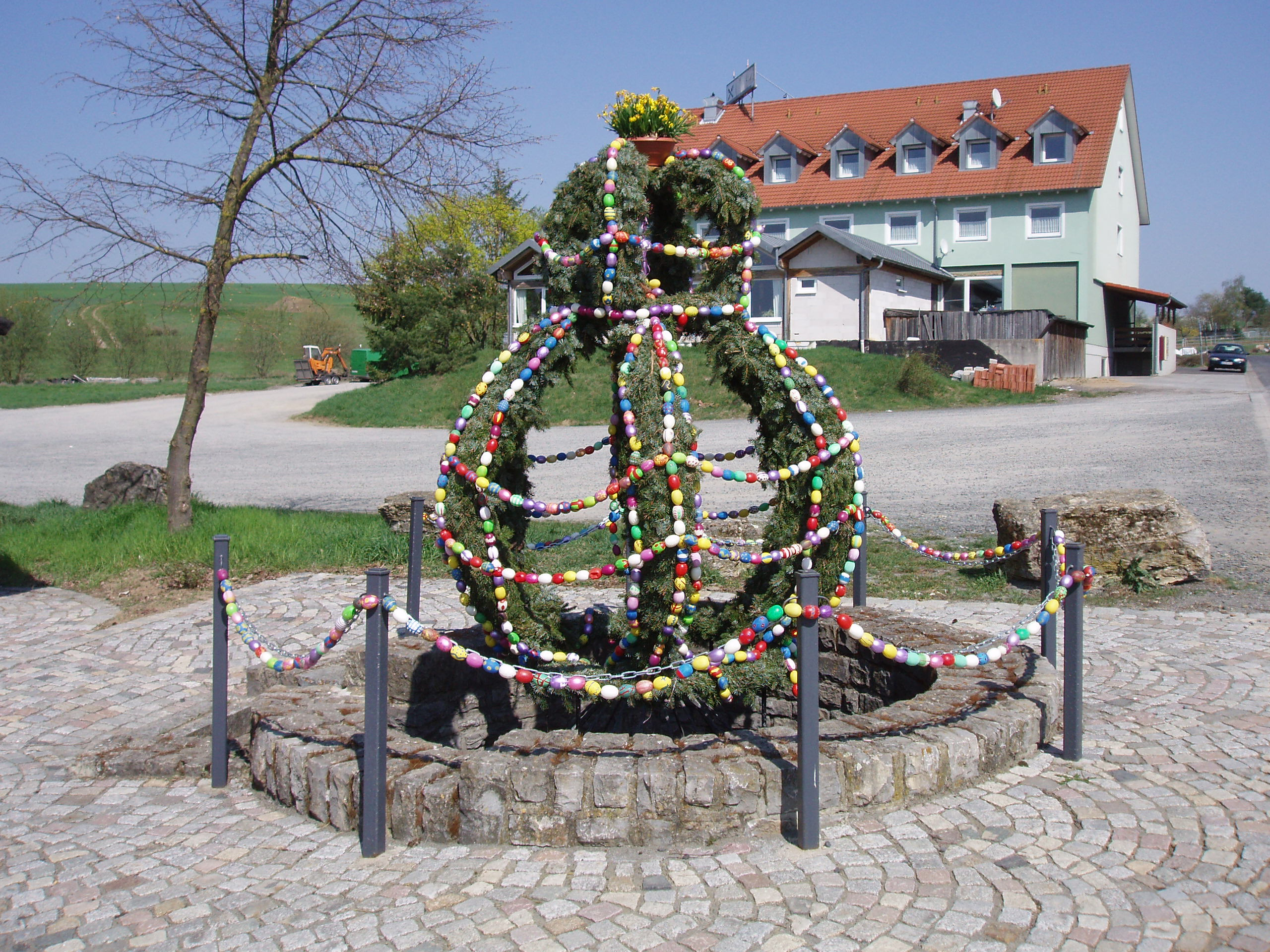
Рутшенгаузен, Швайнфурт
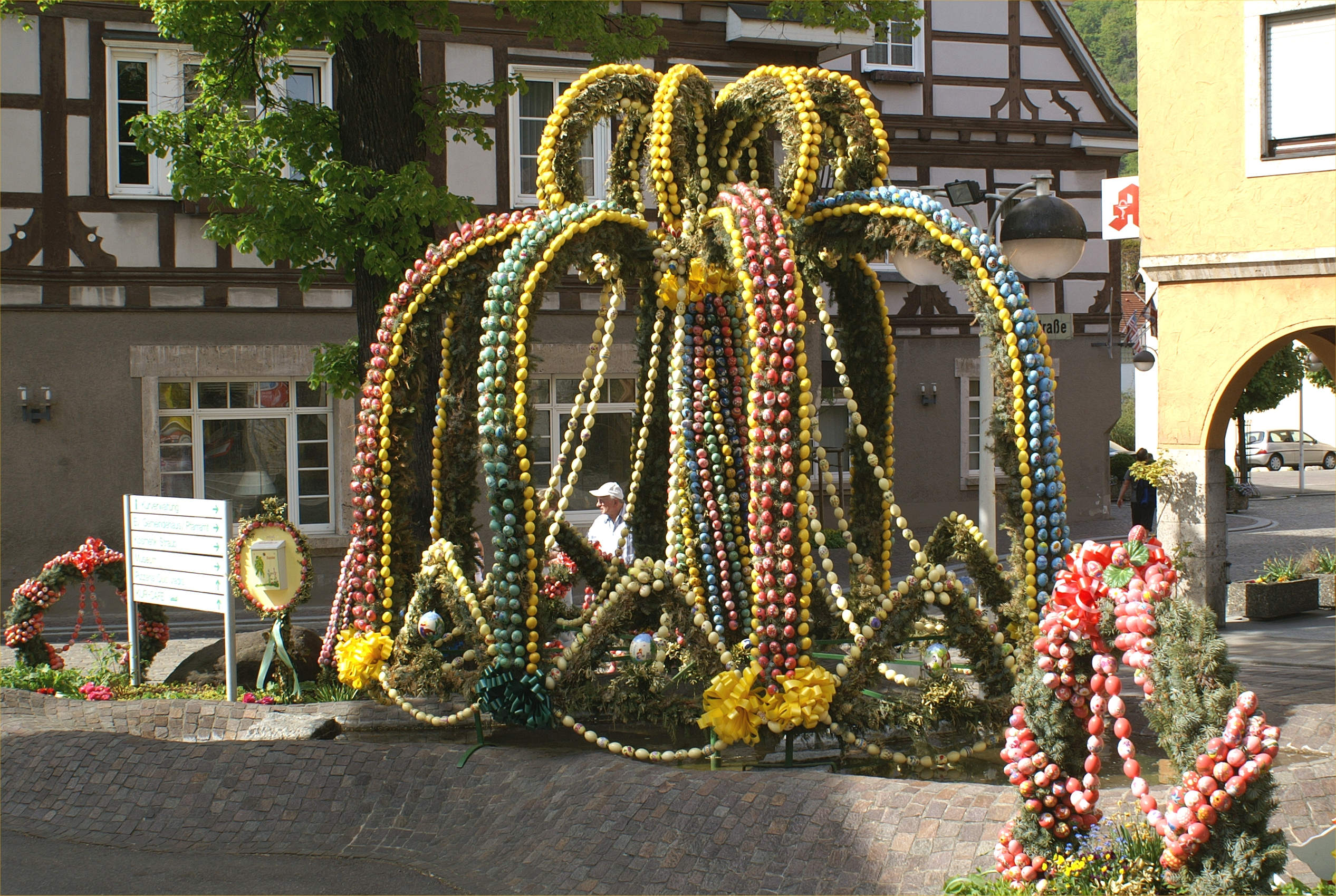
Бад-Уберкінґен